# Dichromodes mesondonta
Dichromodes mesondonta är en fjärilsart som beskrevs av Turner 1930. Dichromodes mesondonta ingår i släktet Dichromodes och familjen mätare. Inga underarter finns listade i Catalogue of Life.